# ハリウッド・レヴィユー
『ハリウッド・レヴィユー』（原題：英語: The Hollywood Revue of 1929）は、1929年に製作・公開されたアメリカ合衆国の映画である。メトロ・ゴールドウィン・メイヤー（MGM）のオールスター顔見世映画として製作され、チャールズ・ライスナーが監督した。ロン・チェイニーやグレタ・ガルボを除くMGMの主要スターたちが出演している。
一部の場面は2色式テクニカラーで撮影された。

## キャスト
- 司会：コンラッド・ネイゲル、ジャック・ベニー
- ロミオ：ジョン・ギルバート
- ジュリエット：ノーマ・シアラー
- マリオン・デイヴィス
- ウィリアム・ヘインズ
- ジョーン・クロフォード
- バスター・キートン
- ベッシー・ラヴ
- マリー・ドレスラー
- ローレル&ハーディ
- アニタ・ペイジ

## スタッフ
- 監督：チャールズ・ライスナー
- 製作：アーヴィング・タルバーグ、ハリー・ラプフ
- 脚本：アル・ボースバーグ、ロバート・E・ホプキンス
- 撮影：ジョン・アーノルド、マックス・ファビアン、アーヴィング・ライス
- 編集：ウィリアム・S・グレイ、キャメロン・K・ウッド
- 美術：リチャード・デイ、エルテ、セドリック・ギボンズ
- 衣裳：デヴィッド・コックス、エルテ、ヘンリエッタ・フレイザー
- 録音：ダグラス・シアラー

## アカデミー賞ノミネーション
- 作品賞